# Kolišov
Kolišov je malá vesnice, část městyse Bernartice v okrese Písek v Jihočeském kraji. Kolišov je také název katastrálního území o rozloze 2,74 km². V katastrálním území Kolišov leží i Ráb.

## Název
Dřívější používaný název obce byl také Kulišov.

## Historie
Ves patřila podle soupisu vesnic, který si nechal zhotovit arcibiskup Jan Očko z Vlašimi roku 1379, k majetku arcibiskupského panství. V roce 1401 byla prodána městu Týn nad Vltavou. Později, v roce 1621, byla prodána jezuitské koleji svatého Klimenta na Starém městě pražském a připojen k Bernarticům. Po zrušení řádu roku 1773 byla ves společně prodána s Opařany.
V roce 1930 zde bylo 22 popisných čísel a žilo zde 126 obyvatel. Školou, poštovním, farním a četnickým úřadem patřil Kolišov k Bernarticům.

## Obyvatelstvo
| Rok            | 1869 | 1880 | 1890 | 1900 | 1910 | 1921 | 1930 | 1950 | 1961 | 1970 | 1980 | 1991 | 2001 | 2011 | 2021 |
| -------------- | ---- | ---- | ---- | ---- | ---- | ---- | ---- | ---- | ---- | ---- | ---- | ---- | ---- | ---- | ---- |
| Počet obyvatel | 141  | 155  | 128  | 131  | 137  | 119  | 126  | 78   | 82   | 71   | 59   | 42   | 35   | 22   | 20   |
| Počet domů     | 24   | 21   | 23   | 22   | 22   | 22   | 22   | 20   | 20   | 19   | 18   | 17   | 24   | 24   | 24   |

## Obecní správa
Při sčítání lidu v letech 1850–1909 Kolišov byl osadou městyse Bernartice, se kterým patřil nejprve do okresu Písek, ale v letech 1880–1900 v okrese Milevsko. V letech 1910–1960 byl samostatnou obcí v okrese Milevsko. V letech 1961–1987 byl částí obce Zběšičky v okrese Písek. Od 1. ledna 1988 je opět částí městyse Bernartice v okrese Písek. Poté se Zběšičky opět osamostatnily, ale Kolišov již zůstal součástí Bernartic. V letech 1910–1960 k obci patřil Ráb.

## Pamětihodnosti
- Zděná zvonice ve vesnici má zvonek nahrazený diskem z německého obrněného transportéru.

## Galerie

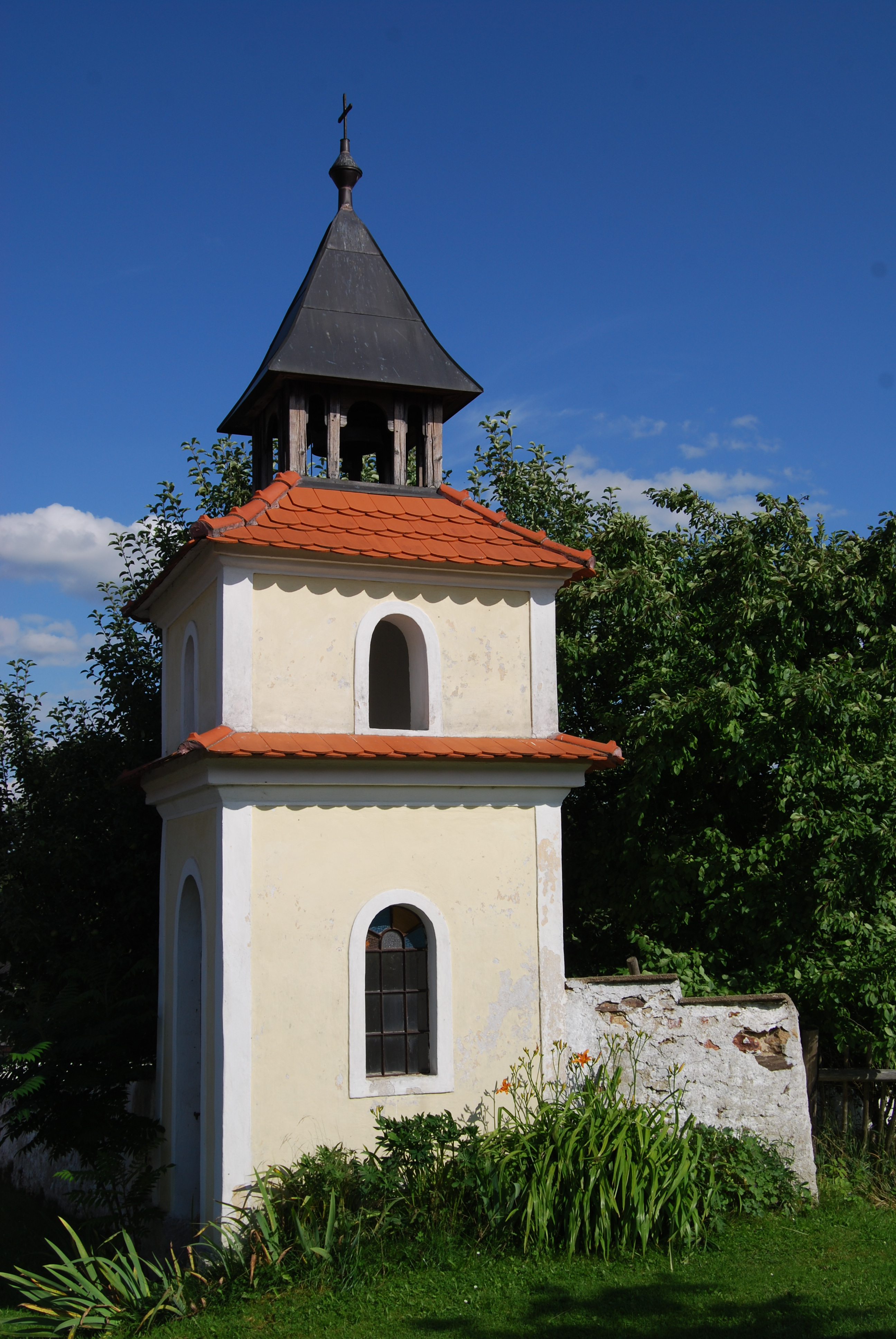
Zvonice ve vsi
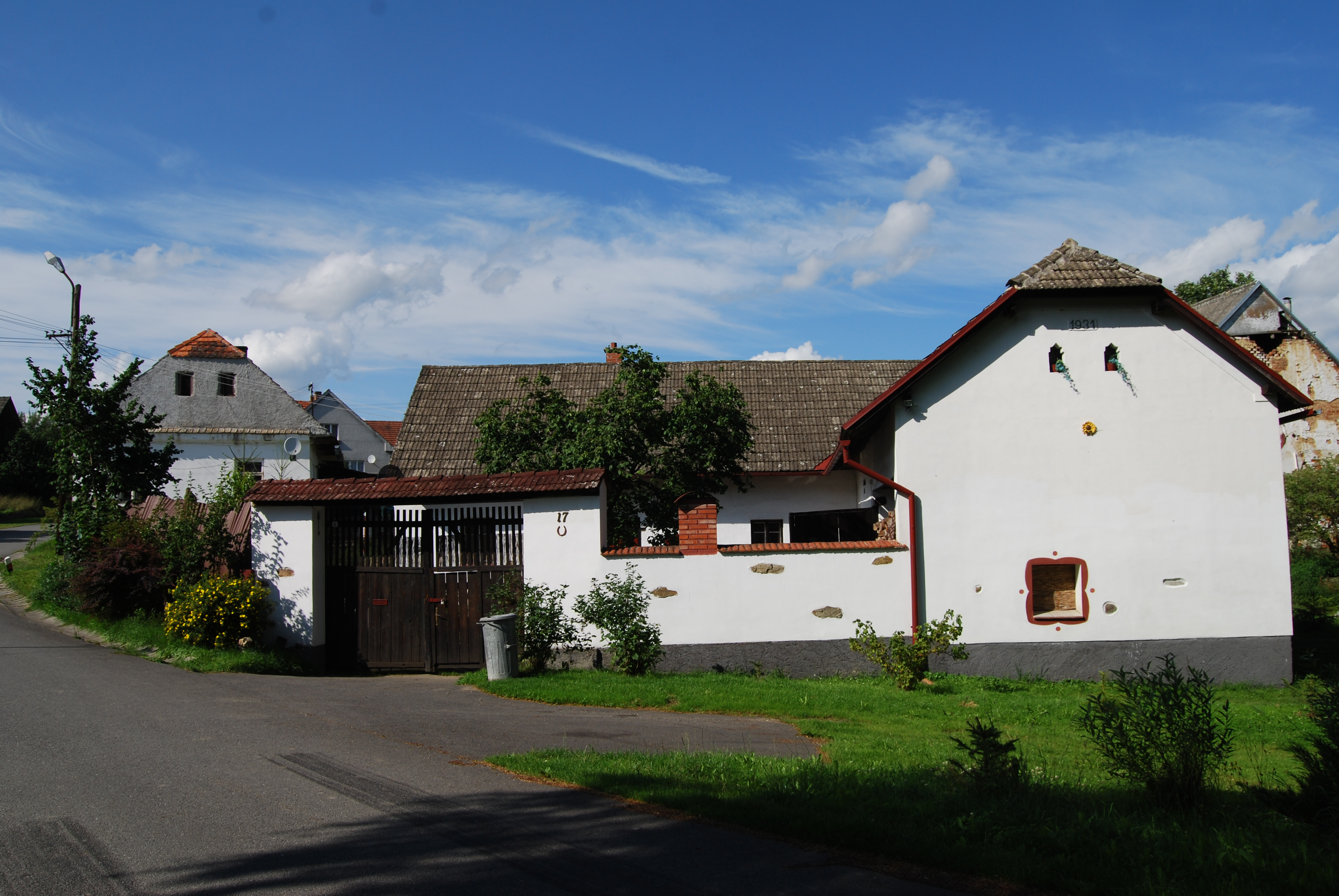
Pohled na část vesnice
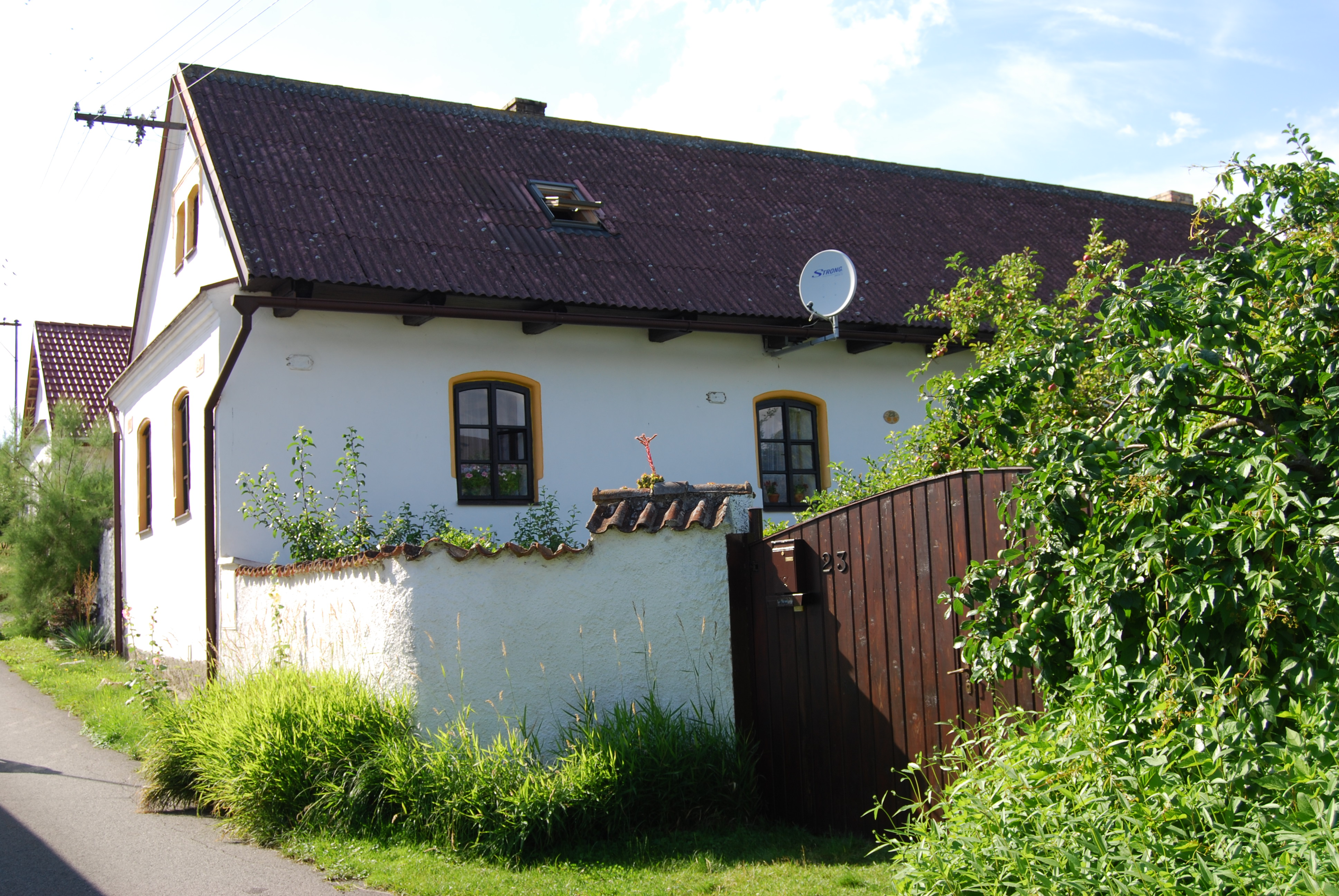
Stavení ve vsi
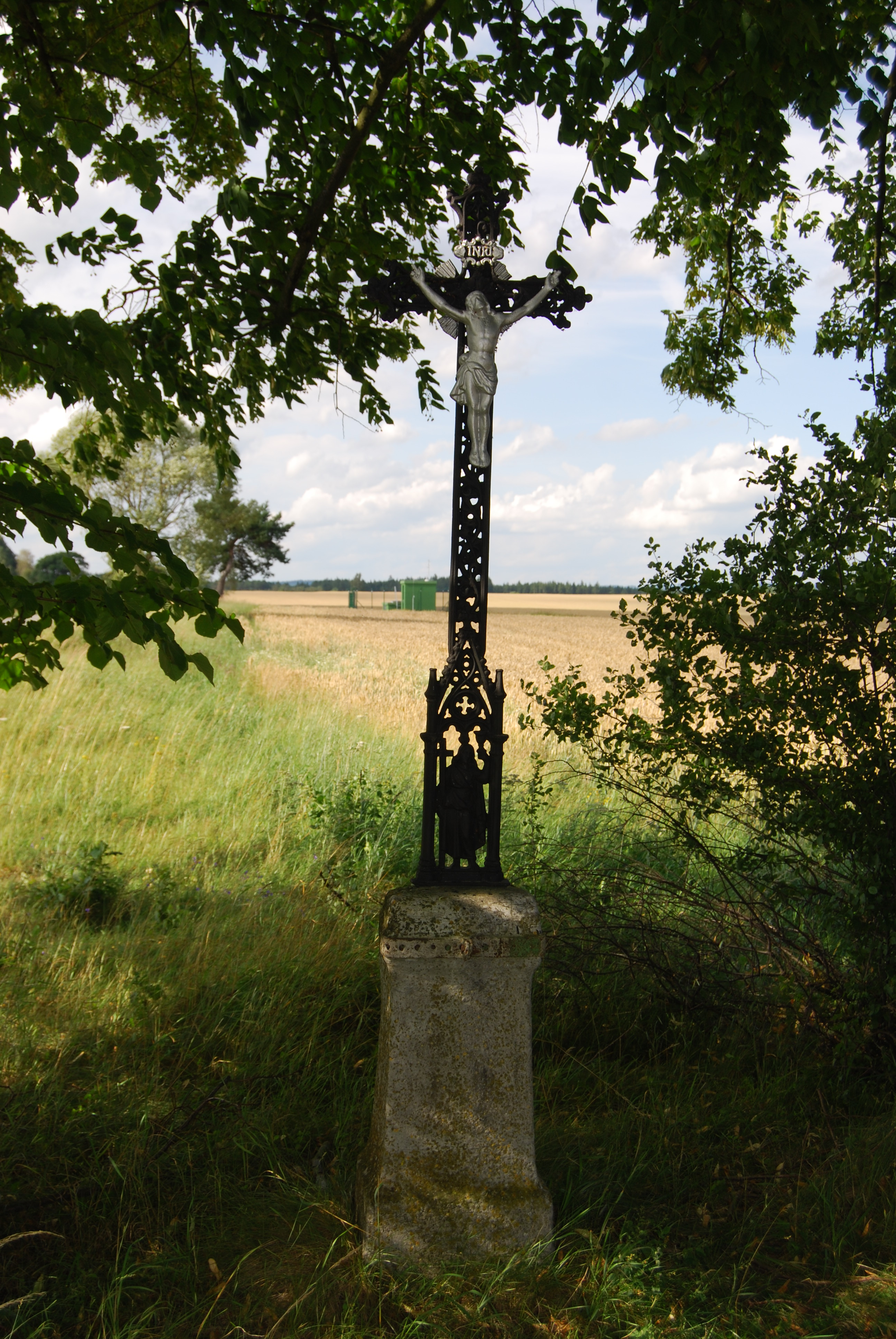
Kříž za vesnicí